# Trung tâm Tôn giáo, Hòa bình và Các vấn đề Thế giới Berkley
Trung tâm Tôn giáo, Hòa bình và Các vấn đề Thế giới Berkley (tiếng Anh: Berkley Center for Religion, Peace, and World Affairs) là một trung tâm nghiên cứu học thuật tại Viện Đại học Georgetown ở Washington, DC. Được thành lập vào năm 2006, trung tâm này chuyên về nghiên cứu liên ngành tôn giáo, đạo đức và chính trị học. Giám đốc sáng lập của trung tâm Berkley là Thomas Banchoff.